# Pierre Coffin
Pierre-Louis Padang Coffin, noto come Pierre Coffin (Limoges, 1º novembre 1967), è un regista e doppiatore francese. È attivo soprattutto nel campo dei film animati.
Figlio della scrittrice Nh. Dini e dell'agente diplomatico Yves Coffin, 
Conosciuto soprattutto per aver diretto assieme a Chris Renaud i film Cattivissimo me (2010) e Cattivissimo me 2 (2013). In entrambi film ha anche prestato la voce ai Minions.
Grazie al secondo capitolo ha ricevuto una nomination ai Premi Oscar 2014 nella categoria Oscar al miglior film d'animazione e una ai Premi BAFTA 2014 nella stessa categoria. Sia nel 2011 che nel 2014 ha ricevuto anche la nomination al Golden Globe per il miglior film d'animazione.

## Filmografia

### Film collaborativi
- Cattivissimo me (Despicable Me) (2010)
- Cattivissimo me 2 (Despicable Me 2) (2013)
- Minions (2015)
- Cattivissimo me 3 (Despicable Me 3) (2017)
- Minions 2 - Come Gru diventa cattivissimo (Minions: The Rise of Gru) (2022)
- Cattivissimo me 4 (Despicable Me 4) (2024)

### Serie TV
- Pat & Stan (2003-in corso)